# Agosto de 2018
Agosto de 2018 é o 8º mês do ano de 2018.
- 1 de agosto - Matemáticos Caucher Birkar, Alessio Figalli, Peter Scholze e Akshay Venkatesh ganham a Medalha Fields.
- 1 de agosto - Um novo sismo de magnitude 7 mata 439 pessoas na ilha de Lombok na Indonésia.
- 6 a 12 de agosto - Campeonato da Europa de Atletismo de 2018 em Berlim Alemanha.
- 11 de agosto - Eclipse solar visivél no Norte da Europa e da Ásia.
- 14 de agosto - NASA lança sonda espacial Parker Solar Probe em missão para explorar a atmosfera solar.'[1][2][3]